# ゲオルギー・グレチコ

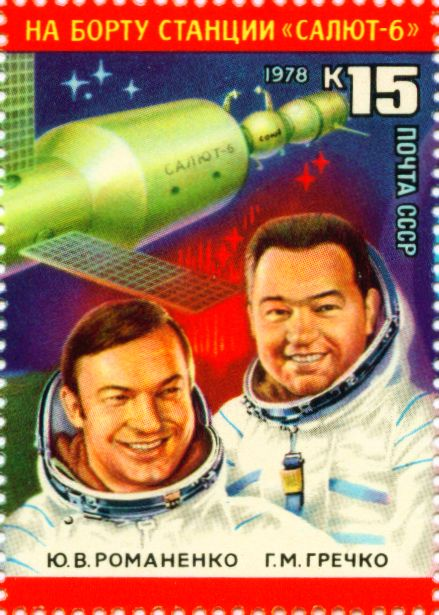
1976年に発行された、サリュート6号の乗組員を描いた切手

ゲオルギー・グレチコ（Georgi Mikhailovich Grechko、ロシア語: Гео́ргий Миха́йлович Гре́чко、1931年5月25日 - 2017年4月8日）は、レニングラード出身のソビエト連邦の宇宙飛行士である。ソユーズ17号、ソユーズ26号、ソユーズT-14で3度の宇宙飛行を行った。
グレチコはバルト工業大学を卒業し、数学の博士号を取った。その後、セルゲイ・コロリョフのデザイン事務所で働き、ソビエト連邦の月計画のために宇宙飛行士の選考を受けることになった。その計画が中止されると、彼は宇宙ステーションサリュートでの任務に就くことになった。
グレチコは、1977年12月10日に打ち上げたソユーズ26号に搭乗。サリュート6号に乗り移った後の同年12月20日、オーラン宇宙服を着て宇宙遊泳を行うミッションを成功。
その後もサリュート6号での滞在を続け、1978年2月2日には宇宙滞在時間の総合計が84日を超え、当時の世界記録を更新することとなった。
グレチコは、1992年のロシア科学アカデミーでの大気物理学の講義を最後に、宇宙プログラムから引退した。
1979年にソビエト連邦の天文学者ニコライ・チェルヌイフが発見した小惑星グレチコは、彼の名前にちなんでいる。